# Eduard Pokorny
Eduard Pokorny (19. dubna 1818 Otvice – 10. května 1855 Most) byl rakouský spisovatel a politik německé národnosti z Čech, během revolučního roku 1848 poslanec Říšského sněmu.

## Biografie
Po studiích se věnoval úřednické profesní dráze. Roku 1849 se uvádí jako úředník spořitelny v Praze, nebo v Mostu. Byl i literárně činný. Publikoval kratší povídky i humoristické črty.
Během revolučního roku 1848 se zapojil do veřejného dění. Ve volbách roku 1848 byl zvolen na ústavodárný Říšský sněm. Zastupoval volební obvod Most. Tehdy se uváděl coby úředník spořitelny. Řadil se k sněmovní pravici.
Zemřel po dlouhé nemoci v květnu 1855 ve věku 38 let.